# Monica Paulus
Monica Paulus est une militante pour les droits de l’homme de Papouasie-Nouvelle-Guinée. Elle est surnommée la sauveuse de sorcières,.

## Biographie
Elle est originaire du village d'Aregol, dans la province de Simbu.
Lorsque son père meurt d'une crise cardiaque, son frère l'accuse de sorcellerie, pour s'approprier sa part d'héritage. Elle s'enfuit dans la Région des Hautes-Terres (ou Highlands), à Goroka en 2014.
En voyant sa famille et son village se retourner brusquement contre elle et brûler sa maison, elle comprend que la sorcellerie n'est qu'une invention. Depuis, elle fournit de l'aide aux personnes accusées de sorcellerie,,, : cachette, soins médicaux, nourriture, et contact avec d'autres personnes. Ces personnes en détresse sont des femmes ou des hommes. Les femmes sont souvent accompagnées de leurs bébés, car selon les traditions du pays, si une femme est une sorcière, alors ses enfants le sont aussi.
Elle est toujours en danger dans son pays.